# Boomerang
 (septembre 2020).
Si vous disposez d'ouvrages ou d'articles de référence ou si vous connaissez des sites web de qualité traitant du thème abordé ici, merci de compléter l'article en donnant les références utiles à sa vérifiabilité et en les liant à la section « Notes et références ».
Pour les articles homonymes, voir Boomerang (homonymie).

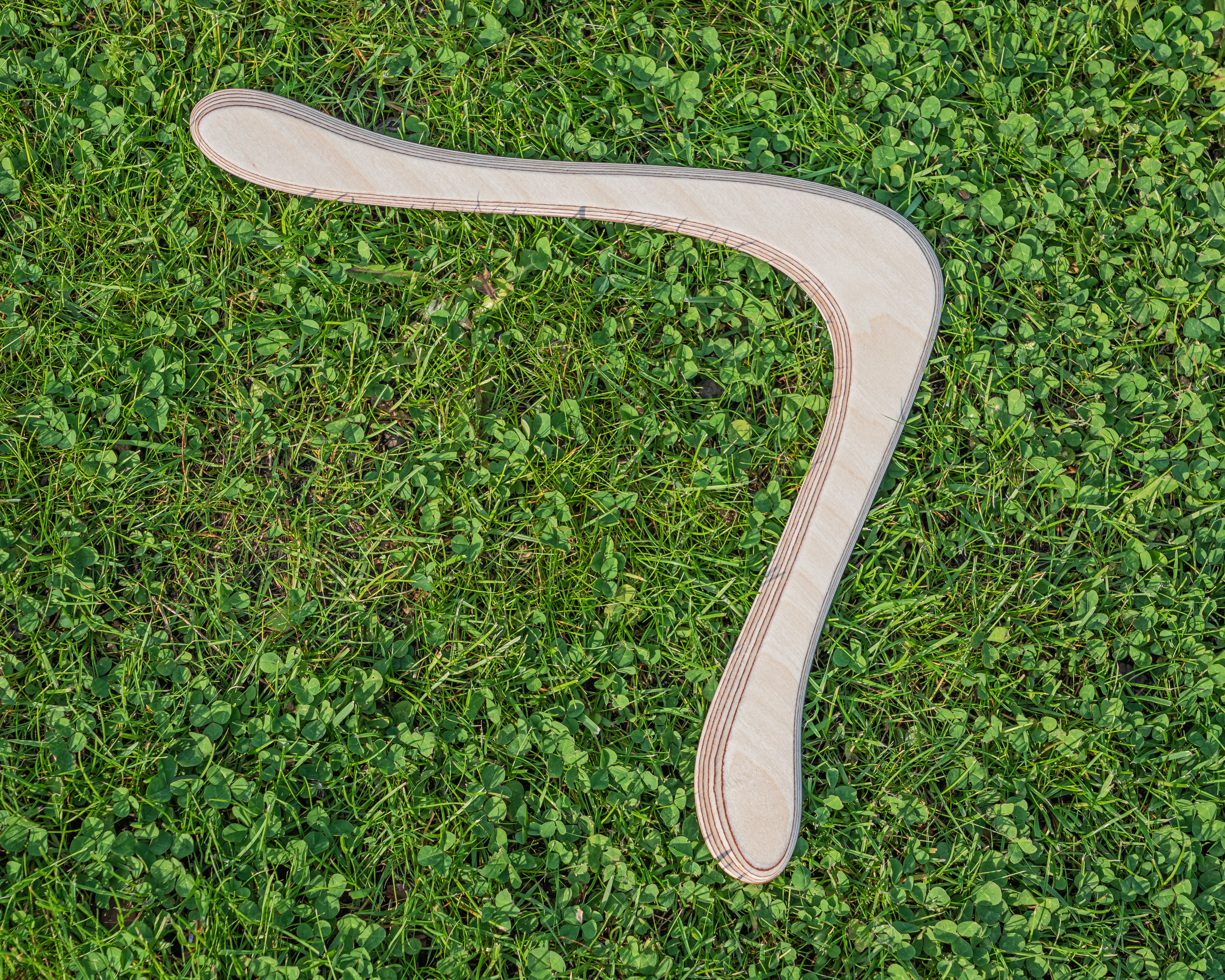
Boomerang classique en bois.

Un boomerang est un outil construit avec des profils porteurs lui permettant de revenir, en tournant sur lui-même, vers le lanceur. L'impulsion initiale et les forces exercées sur les pales au cours de leur rotation, notamment la force et la direction du vent, déterminent la forme de la trajectoire.
La forme originale, et la plus connue pour avoir été inventée comme arme de chasse par les aborigènes d'Australie, comporte deux pales et est à l'origine conçue pour un lancer droit. Les boomerangs modernes peuvent présenter trois voire plus de pales et sont utilisés pour le loisir ou comme activité sportive, éventuellement dans le cadre de compétitions nationales et internationales.

## Appellation
Le terme boomerang (prononcé /bu.m(ə).ʁɑ̃ɡ/) de bumarin inventé et utilisé à l'origine par le peuple aborigène des régions des Territoires du Nord et de Nouvelle-Galles du Sud, a été repris par extension pour désigner des armes de guerre ou de chasse analogues existant dans d'autres régions d'Australie et du monde (où des objets comparables sont connus depuis des millénaires).

## Histoire

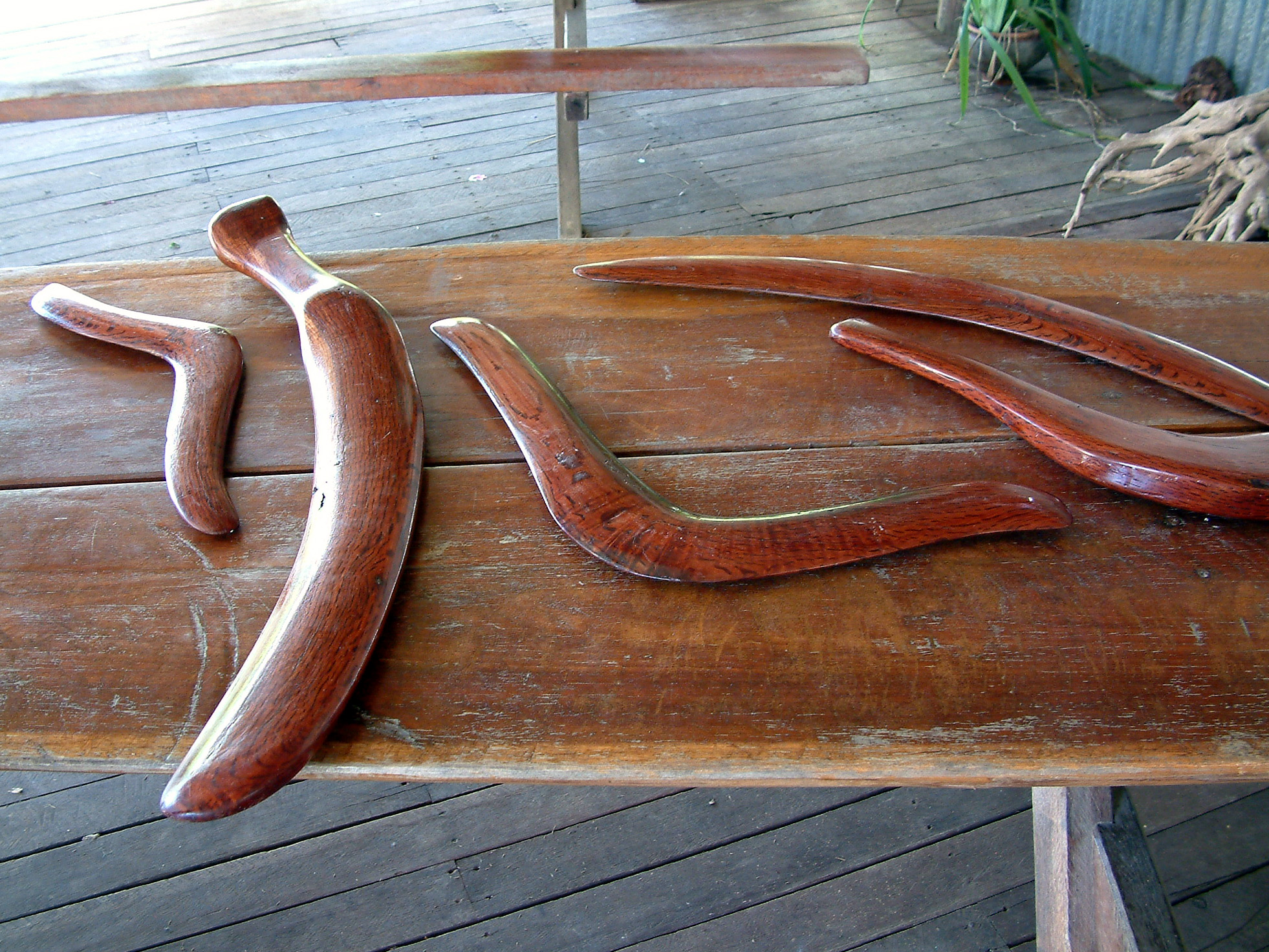
Boomerangs australiens.

La plus ancienne relation connue du vol d'un boomerang date de 1802. Le 12 novembre de cette année, Francis Barrallier note dans son journal[Où ?] qu'il a vu des indigènes lançant « une pièce de bois en forme de demi-cercle... Ils le lancent dans l'air, le faisant tourner sur lui-même, avec une telle vitesse qu'on ne peut le voir revenir vers le sol; on entend seulement un sifflement ». Le boomerang serait dérivé du bâton de jet, arme ancienne (d'appellation moderne hunting stick ou killing stick), qui se présente comme un bâton dont la forme aérodynamique et la mise en rotation permettent d'accroître la portée (jusqu'à 150 mètres). Initialement taillé dans du bois ou de l'os, un bâton de jet de chasse ou de guerre est conçu pour voler en ligne droite. L'énergie accumulée en rotation stabilise la trajectoire de l'objet. Il ne revient pas vers son lanceur, même s'il manque son but. Une variante de ce projectile possède la propriété de revenir vers son lanceur s'il est lancé correctement ; cette qualité devait être pour les aborigènes australiens l'occasion d'exercices de jeu et d'adresse. Pour la même raison, on s'intéresse aujourd'hui à ce type d'objet volant, ce qui explique que le terme « boomerang » s'entende généralement pour un objet volant revenant vers son point de départ.

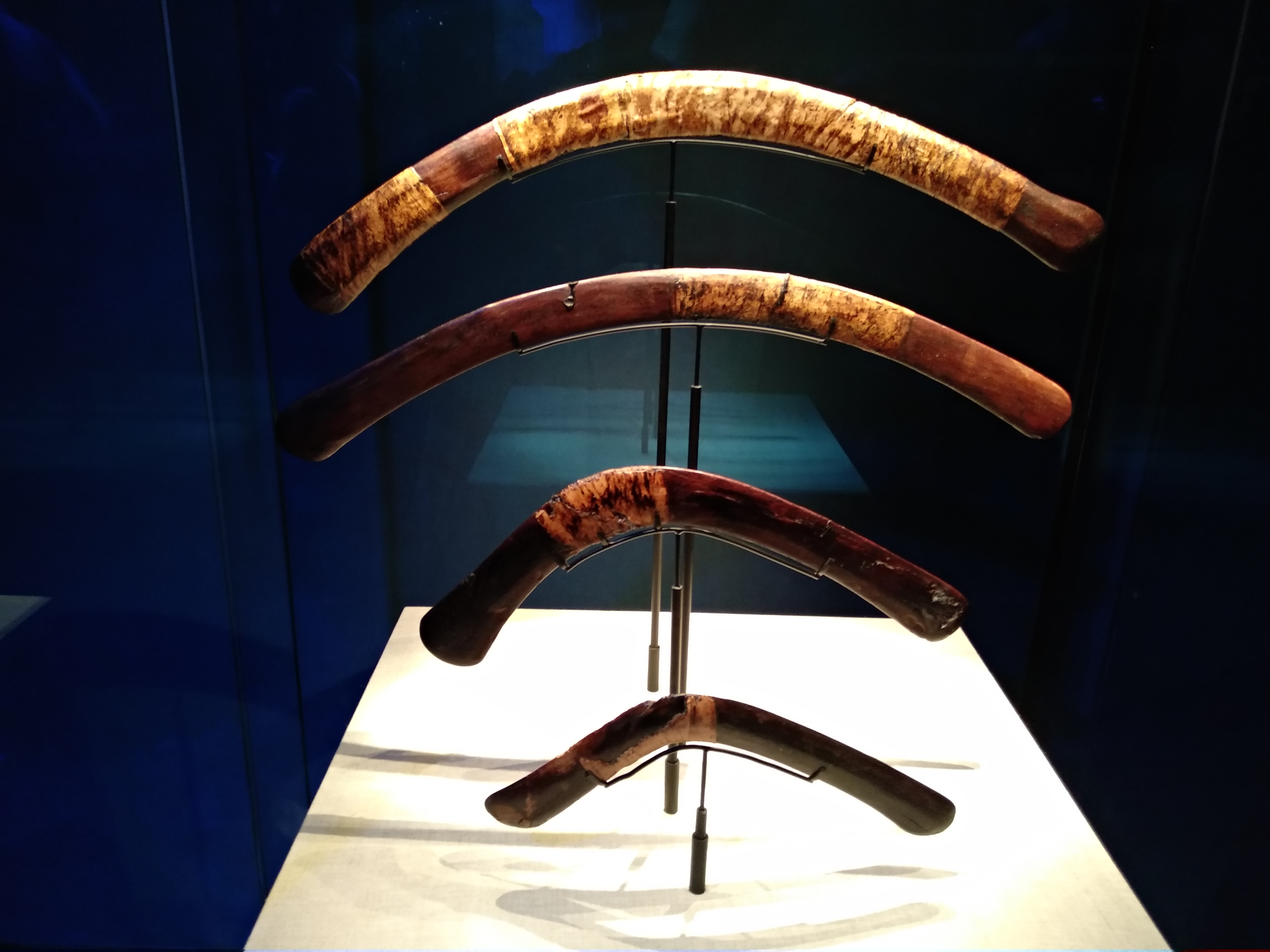
4 boomerangs du tombeau du pharaon Toutânkhamon (-1336-1326 avant J.-C.). Ces boomerangs en bois dur ne pouvaient pas revenir vers leur lanceur en raison de leur courbure contrairement à d'autres boomerangs trouvés dans le tombeau.

Même s'il en est devenu un des symboles, le boomerang n'est pas spécifique à l'Australie : un bâton de jet ancêtre direct des objets de type boomerang vieux de 23 000 ans, a été retrouvé en 1985 lors de fouilles archéologiques à Oblazowa en Pologne. Il s'agit d'un objet en ivoire. Mais les projectiles de type boomerang véritablement capables de retour ne sont attestés en Europe qu'à l'époque du deuxième âge du fer vers 800 avant notre ère à Magdebourg en Allemagne et à l'époque de La Tène, 300 ans avant notre ère, à Velsen aux Pays-Bas. Le plus vieux boomerang en bois connu, daté de 11 000 ans, a été trouvé dans une tourbière à Wyrie Swamp en Australie du sud. Plus récemment, des archéologues éthiopiens ont trouvé plusieurs spécimens dans la capitale, Addis-Abeba[réf. nécessaire]. Des objets coudés en bois recouverts d'or pouvant être des boomerangs ont été retrouvés en Égypte dans la tombe du pharaon Toutânkhamon (1 350 ans av. J.-C.) et un bâton de jet gaulois (120 à 80 ans av. J.-C.), proche d'un objet de type boomerang mais servant probablement plutôt à chasser les oiseaux, a été découvert à Urville-Nacqueville en France.
Le boomerang est dérivé de certains types de  bâtons de jet, eux-mêmes dérivés du bâton à fouir qui est un outil agricole servant à déterrer des racines alimentaires.

## Caractéristiques
Un boomerang « classique » de sport possède deux pales, reliées par un coude plus ou moins arrondi, ouvertes d'un angle variable (entre 60 et 120 degrés). Le modèle le plus courant est un coude d'un angle d'environ 107°. Les pales ont un profil d'aile d'avion, arrondi au bord d'attaque et plus plat vers le bord de fuite.
La corde de la pale est d'environ 50 mm, l'épaisseur du profil environ 5 à 8 mm (soit 10 à 16 % d'épaisseur relative). L'intrados du profil (le dessous pour une aile) est le plus souvent plat. L'envergure est de l'ordre de 40 à 50 cm, le poids varie entre 30 et 140 grammes, en moyenne 120 grammes. Le centre de gravité est situé quelque part "dans le vide" entre les deux pales.
Il existe des boomerangs de droitier et de gaucher, les bords de fuite et d'attaque sont alors inversés. Il existe des modèles à trois ou quatre pales, qui vont généralement moins loin mais qui reviennent à leur expéditeur plus facilement (le tripale particulièrement).

## Fabrication
La fabrication industrielle est en bois lamellé ou en matière plastique. Il est possible de réaliser des boomerangs dans de nombreux matériaux : bois, plastiques (polypropylène, ABS...), bakélite, fibre de verre, carbone, etc.
La fabrication d'un boomerang peut se faire à partir d'un plan. Un patron de découpe, une planche de contreplaqué dense, de préférence avec beaucoup de couches (qualité marine, essence acajou ou moabi, ou bien bouleau type aviation), des outils à bois et quelques heures de travail suffisent à obtenir un modèle pour débutant. On peut tailler le profil à la râpe et le finir au papier de verre, en essayant régulièrement son travail jusqu'à satisfaction.

## Lancer
1. Repérer la direction du vent et se placer face à celui-ci. Le lancer s'effectue sous un angle de 45° par rapport au vent.
2. Tenir le boomerang de manière que, bras à l'horizontale devant soi, il soit perpendiculaire au sol.
3. Ramener le bras derrière la tête, puis lancer le boomerang en cherchant à ce qu'il ait une trajectoire parallèle au sol, tout en lui imprimant un mouvement de rotation sur lui-même.
4. Analyser la trajectoire de retour :
  1. si le boomerang tombe devant le lanceur, le relancer dans une direction qui forme un angle plus fermé avec la direction du vent.
  2. si le boomerang tombe derrière le lanceur, le relancer dans une direction qui forme un angle plus ouvert avec la direction du vent.

## Paramètres de la trajectoire

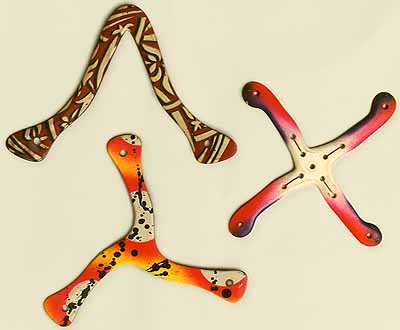
Boomerangs modernes.

La trajectoire n'est pas circulaire, parce que la force de rappel n'est pas fixe mais dépend de nombreux paramètres.

### Portance de pales
Les pales du boomerang produisent des forces aérodynamiques :
- la portance, perpendiculaire au plan de la pale ;
- la traînée, dirigée dans le plan de la pale et vers l'arrière, freine l'engin et ralentit sa rotation (mais n'intervient pas dans le retour).

Ces forces aérodynamiques dépendent de la vitesse de translation (par rapport à l'air) et de la vitesse de rotation.
Avec un lancement dans un plan strictement vertical, la portance se traduit par une force strictement latérale, dans un sens dépendant du profil de l'aile. Typiquement, un boomerang pour droitier lancé dans un plan vertical produit une portance vers la gauche, donc une trajectoire tournant vers la gauche.

### Pale avançante et reculante
Comme le boomerang se déplace en rotation, la vitesse relative dans l'air est plus importante pour la pale supérieure (avançante) que pour la pale inférieure (reculante). La pale supérieure développe une plus grande portance que la pale inférieure.
Ce phénomène est connu, notamment à cause du problème de stabilité des hélicoptères qu'il a posé et qu'il a fallu résoudre : à cause de la différence de portance, le plan de rotation de pales s'incline sur le côté. Si le calage (l'incidence) des pales d'un hélicoptère en translation était fixe, il basculerait sur le côté.
La même chose se produit pour le boomerang : le plan de rotation s'incline autour de l'axe parallèle à la vitesse de l'engin ; si le plan de rotation est vertical, il tend à se coucher, et la portance, d'abord dirigée vers la gauche, bascule vers le bas.

### Effet gyroscopique
Alors intervient la précession gyroscopique, contraire à ce basculement : grâce aux effets d'inertie dus à la rotation, le basculement sur le côté s'accompagne d'un mouvement dit de « précession », décalé de 90 degrés dans le sens de la rotation, ayant pour effet de faire tourner vers la gauche le plan de rotation. Ce qui réoriente la force de portance vers l'intérieur du virage. C'est grâce à cet effet que le boomerang suit une trajectoire courbe et revient vers le lanceur.

### Combinaison des conditions
En résumé, pour un boomerang de droitier lancé verticalement :
- la rotation initiale est sur un axe horizontal, pale avançante en haut, pale reculante en bas,
- la portance est une force dirigée vers la « gauche » (par rapport à la trajectoire initiale),
- la portance étant asymétrique (plus forte en haut qu'en bas), elle produit une rotation de l'axe de rotation du boomerang : par effet gyroscopique, qui décale de 90° dans le sens de la rotation, cela provoque une précession: l'avant s'incline vers la gauche, l'arrière vers la droite
- comme il y a plus de portance à l'avant qu'à l'arrière, l'axe de rotation tourne également vers la gauche: le boomerang se met à plat. C'est ce qui arrive aussi à un frisbee, ou un caillou de ricochet.
- ce qui déplace l'axe de la portance : elle ne s'exerce plus vers la « gauche », mais vers « l'intérieur » de la trajectoire, ce qui lui fait jouer le rôle d'une force de rappel et ramène le boomerang vers son lanceur.

### Le réglage du retour
Les paramètres qui influent sur le retour sont :
- les caractéristiques physiques du boomerang :
  - le poids (comme tout projectile),
  - le moment d'inertie du boomerang (plus il est fort, plus la précession et donc l'effet de retour sont forts),
  - le profil des pales (qui conditionne la portance),
- les paramètres de lancement :
  - la vitesse initiale, qui influe également sur la portance (plus de vitesse = plus de portance)
  - le plan de lancement (plus il est vertical, plus la courbure de la trajectoire se produit tôt)
  - la vitesse de rotation (plus elle est forte, plus la différence de portance est grande, et plus le retour est marqué).

## Sécurité
Un boomerang mal rattrapé peut blesser les mains du lanceur ou tout autre partie du corps : il vaut mieux rattraper un boomerang avec les mains à l'horizontale, si besoin avec des gants, en évitant le niveau du visage, le boomerang pouvant être incomplètement saisi et arrêté.
1. Faire attention aux spectateurs qui doivent rester à distance suffisante ; un boomerang vole vite, il peut surprendre et blesser des personnes ne connaissant pas la trajectoire en courbe d'un boomerang,
2. S'assurer d'un espace libre suffisamment grand pour ne pas risquer de heurter tout objet ou surface,
3. Estimer la force du vent : ne pas le lancer si le vent est trop fort.

## Formes de pratique sportive
La pratique sportive du boomerang fait l'objet de compétitions un peu partout dans le monde, comportant différents types d'épreuves. Suivant celles-ci, le classement s'établit en fonction de la longueur de la trajectoire, de sa précision, de sa durée, de la vitesse, ou de rattrapages imposés. Il existe une coupe du monde depuis 1988 tous les deux ans dans un pays différent et une fédération internationale gère le règlement des épreuves ainsi que l'homologation des records.
Pour chaque type d'épreuve, le participant choisit un type de boomerang performant, parmi tous ceux qu'ils utilisent ordinairement.
Les épreuves sont basées sur une habileté à faire valoir - dans les conditions données - souvent avec une condition de vitesse ou de durée :
- La vitesse : il s'agit de rattraper le boomerang cinq fois en un minimum de temps (*).
- L'endurance : il faut rattraper le boomerang un maximum de fois en l'espace de cinq minutes (*).
- La précision : il s'agit de faire tomber (pas de rattrapage) le boomerang le plus près du centre de la cible (au sol) depuis laquelle on le lance (*).
- Le MTA (maximum de temps en l'air) : il s'agit de lancer le boomerang afin qu'il vole le plus longtemps possible.
- La distance : il s'agit d'envoyer le boomerang le plus loin possible avec retour derrière la ligne de lancer.
- Lancers consécutifs (ou rattrapages) : il s'agit de lancer (et rattraper) le boomerang le plus de fois possibles, consécutivement (*).
- L'acrobatique (ou Free-style) : il s'agit de faire des figures en rattrapant le boomerang.
- L'aussie-round : épreuve complète associant une épreuve de distance, de précision et de rattrapages.
- etc.

(*) le boomerang doit parcourir une distance de 20 mètres minimum depuis le lieu du lancer.

## Records de France
- Vitesse (sur 5 rattrapages) : 15,03 secondes - Grégory Bisiaux (Lyon, 1991)[11]
- Endurance (sur 5 minutes) : 80 rattrapages - Yves Caze (Dijon, 1998)
- Aussie round : 94 pts / 100 - Charles Richard (Lausanne, 2003) - Olivier Chelmas (Viareggio, 2012)
- Maximum de temps en l'air : 71,49 secondes - Sonia Appriou (WBC Roma, 2010)
- Précision : 95 pts /100 - Rémy Chauveau (Sancoins, 2006)
- Figures acrobatiques : 179 pts - Stéphane Gigon (Charleville M., 2001)
- Distance : 166 mètres - Antoine Hernandez (Mühlacker, 2001)

## Culture

### Littérature
Le boomerang est évoqué plutôt rarement dans la littérature. Il y apparaît parfois comme une arme presque surnaturelle, capable de frapper et de revenir quand même, ce qui est physiquement impossible en cas de choc contre un corps de masse comparable ou supérieure à celle du boomerang :
- Dans la partie 2, chapitre XVI du roman les Enfants du capitaine Grant de Jules Verne paru en 1868, il est relaté un épisode d'une chasse au boomerang se déroulant en Australie ; l'arme revient à son envoyeur après avoir frappé une douzaine de cacatoès…
- Dans La Horde du Contrevent d'Alain Damasio, les membres de la Horde utilisent des boomerangs comme jeu, ou comme arme de chasse et de combat. Le choix de cette arme est probablement due à son lien avec l'élément clé de ce roman qu'est le vent.
- Dans les comics Batman les batarangs utilisés par le justicier s'apparentent à des boomerangs.
- Dans Tintin en Amérique (Hergé, 1932) un bandit neutralise un complice, afin de l'empêcher de parler à Tintin, par le jet d'un boomerang qui lui revient ensuite dans les mains.
- Dans une planche de la bande dessinée Gaston Lagaffe, Gaston envoie quelque chose par la fenêtre, Fantasio lui demande quoi, Gaston ne se le rappelle plus mais à la fin de la planche, il parait évident que c'était un boomerang, que Gaston manque de se prendre dans la tête.
- Dans Le Livre de la jungle (The Jungle Book), recueil de nouvelles écrit par Rudyard Kipling lors d’un séjour de quatre années dans le Vermont, aux États-Unis. Kipling avait auparavant vécu pendant plus de six ans en Inde, d'où est puisée l'inspiration de la majorité de ses nouvelles. Le personnage principal, Mowgli, est un jeune humain qui a été élevé par les loups et qui a pour arme de défense et de chasse un boomerang.

### Cinéma
- Dans le film Mad Max 2  (1981), un des personnages utilise un boomerang aux bords tranchants. Lors d'un assaut sur le fortin défendu par Max un des sbires de la bande d'Humungus a les doigts tranchés en tentant d'attraper le boomerang en plein vol.
- Dans le film Le Dîner de cons, un « con », collectionneur de boomerangs, est assommé par son propre boomerang.
- Dans le film Bagdad Café, Eric, un jeune backpacker lance son boomerang autour du réservoir d'eau emblématique du film. Plus tard, le boomerang heurtera le réservoir, présageant des difficultés à venir.
- Dans un épisode de Picsou, Donald se fait frapper par un boomerang d'un indigène australien, qui le ramène à son lanceur.
- Dans Sherlock, l'une des affaires résolues concerne un homme qui, dans un moment d'inattention, se fait tuer par le boomerang qu'il vient lui-même de lancer.
- Dans le film The Suicide Squad de DC Comics, le personnage Captain Boomerang utilise des boomerangs d'où son nom.
- Dans le film Comment voler un million de dollars : pour déjouer la sécurité mise en place autour de la statuette convoitée, les deux héros se cachent dans le musée lors de la fermeture, et déclenchent l'alarme avec un boomerang puis retournent se cacher. Les gardiens et la police fouillent le musée sans les découvrir. Après la deuxième alerte, le directeur de la sécurité, irrité, décide de débrancher l'alarme. Les cambrioleurs prennent alors possession de la statuette en toute tranquillité.

### Musique
- Les boomerangs servent aussi d'instruments de percussion idiophone dans la musique aborigène, quand ils sont entrechoqués, accompagnant soit les chants traditionnels, soit le didgeridoo.
- Comme un boomerang est le nom d'une chanson composée par Serge Gainsbourg, chantée par Dani et Étienne Daho.
- Boomerang est aussi le nom d'une chanson du dernier album de Plain White T's : Wonders of the Younger (en).
- Bang a boomerang est une chanson du groupe de musique ABBA.

### Jeux vidéo
- Le boomerang est l'un des objets principaux de la série The Legend of Zelda.
- Un boomerang à quatre pales, la croix (holy cross) figure parmi les armes secondaires récupérables de la série  Castlevania .
- Le boomerang est disponible sous de nombreuses formes en tant qu'arme principale dans le jeu gamecube: Ty, le tigre de Tasmanie.
- Le boomerang est aussi une arme de jet de la civilisation égyptienne dans le jeu de stratégie Ancient Wars: Sparta.
- Le boomerang est l'arme de prédilection du personnage Hope de Final Fantasy XIII.
- Le boomerang est largement utilisé par le joueur dans le jeu post-apocalyptique Rage. Il peut décapiter une série d'adversaires en ligne et revenir par la gauche.
- Le boomerang est l'arme d'un champion féminin, Sivir dans le jeu League of Legends, il possède 4 pales.
- Le boomerang est l'arme d'un autre champion masculin cette fois, Gnar dans le jeu League of Legends, il possède 2 pales
- Le boomerang est l'une des armes de Tombi (il est disponible en bois ou en pierre) dans le jeu Tombi!.
- Le boomerang est l'arme d'une des tours du jeu Bloons Tower Defense 3[12].
- Le boomerang est l'arme de Zhu Rong dans le jeu Dynasty Warriors.
- Le boomerang est une arme fabricable dans l'extension Scorched Earth du jeu Ark Survival Evolved[13].